# Parafia św. Anny w Białymstoku
Parafia pw. Świętej Anny w Białymstoku – rzymskokatolicka parafia należąca do dekanatu Białystok-Śródmieście, archidiecezji białostockiej, metropolii białostockiej.

## Historia parafii
Parafia została utworzona 26 lipca 2003. 

## Kościół parafialny
Kaplica parafialna pw. św. Anny przebudowana w 2003 z budynku przedszkola według projektu Andrzeja Nowakowskiego.